# Severo Lombardoni
Severo Lombardoni, de son vrai nom Severino Lombardoni (né le 7 mars 1949 à Pedrengo, près de Bergame, et décédé le 13 février 2012 à Milan), est un producteur musical italien. Il fut le fondateur et propriétaire de Discomagic Records, et est considéré comme l'un des fondateurs de l'Italo disco et de l'Italo dance,.

## Biographie

### Jeunesse et études
Lombardoni était l'enfant aîné de Francesco Lombardoni et de Francesca, née Nava. Il avait trois frères et sœurs plus jeunes ; ses sœurs Anna et Ornella ainsi que son frère Vittorio sont également actifs dans le domaine de la musique. Severo a fréquenté l'école secondaire technique de Seriate de 1960 à 1963 et a été diplômé du Conservatorio Giuseppe Verdi di Milano en 1969.
Dans sa jeunesse, Lombardoni a participé à des courses cyclistes locales. Il maîtrisait plusieurs instruments ; pendant ses études au conservatoire et les années suivantes, il a joué du trombone, du piano, de l'harmonica et de la guitare dans différents groupes. Pendant un an, il a enseigné la musique dans une école primaire.

### Carrière musicale
En 1974, Lombardoni ouvre un magasin de disques à Seriate. Il s'installe ensuite à Milan en 1977. En décembre 1982, Lombardoni fonde le label discographique Discomagic Records, ainsi que sa maison d'édition musicale Lombardoni Edizioni Musicali. Discomagic se développe rapidement et devient, du milieu à la fin des années 1980, le plus distributeur d'albums Italo disco du pays. Outre Discomagic, l'entreprise dispose de nombreux sous-labels dans lesquels étaient produits des titres dont les chances de succès semblaient incertaines ou qui appartenaient à d'autres genres musicaux. Discomagic éditait aussi en Europe et dans le monde entier des titres issus de catalogues de labels comme Time Records, DWA, RARE ou GGM.
Avec Discomagic, Lombardoni a établi de nombreux standards de son époque. La Via Mecenate à Milan, où se trouvait le siège de sa société, devint un centre de commerçants et de producteurs de musique. Lombardoni a été le premier producteur de musique italien à faire de la publicité pour ses produits à la télévision. De même, il a fait de la compilation un objectif commercial à la fin des années 1980.
Les compositeurs avec lesquels Lombardoni a collaboré sont, entre autres, Pierluigi Giombini, Paolo Pelandri, Domenico Ri'cchini, Manuel Curry et Luis Garcia Perez. Ses plus grands succès sont des productions comme Don't Cry Tonight de Savage, Shanghai, Sayonara, Don't Stop the Music de Lee Marrow, Happy Children de P. Lion et Dolce Vita de Ryan Paris, toutes parues en 1983. En 1989, il a édité Ride on Time de Black Box. La chanson de l'album Dreamland est devenue l'un des plus grands succès de l'époque en Europe, malgré des litiges sur les droits d'auteur. En 1988, Lombardoni fonde Lombardoni Musik GmbH en Allemagne, qui a atteint dès 1990 la dixième place parmi les éditeurs de musique les plus prospères en Allemagne.
Des problèmes financiers ont entraîné l'arrêt des activités en 1997. Lombardoni a dû vendre le label principal Discomagic et son catalogue au producteur de musique allemand Bernhard Mikulski (ZYX Music). Certains des sous-labels plus petits ont été repris par Saifam. Le sous-label Dance World Attack devint indépendant.
Lombardoni décèdera soudainement le 12 février 2012.

## Discographie partielle
- 1982 : Gary Low - You Are a Danger
- 1983 : Den Harrow - A Taste of Love
- 1983 : Den Harrow - To Meet Me
- 1983 : Ryan Paris - Dolce Vita (top 1 à 3 dans divers pays[8])
- 1983 : P. Lion - Happy Children (classé top 11 en Suisse, top 15 en Allemagne et aux Pays-Bas, et top 5 en Belgique[9])
- 1983 : Savage - Don't Cry Tonight
- 1983 : Wish Key - Orient Express
- 1984 : Lee Marrow - Shanghai
- 1985 : Lee Marrow - Sayonara
- 1986 : Gazebo - Trotsky Burger
- 1986 : Joe Yellow - I'm Your Lover
- 1986 : Wish Key - Last Summer
- 1987 : Lee Marrow - Don't Stop the Music
- 1988 : Savage - So Close
- 1990 : Sabrina Salerno - Yeah Yeah
- 1991 : Sabrina Salerno - Over the Pop